# Польща на Дитячому пісенному конкурсі Євробачення
Польща дебютувала на Дитячому пісенному конкурсі «Євробачення» у 2003 році, після чого була учасницею 5 разів. Польська телекомпанія Telewizja Polska (TVP) вирішила відмовитися від конкурсу після останніх місць у 2003 та 2004 роках, попри те, що TVP підписав 3-річний договір з Європейською мовною спілкою (ЄМС). У 2016 році Польща повернулася на конкурс після 11-річної перерви. Першу перемогу країна здобула у 2018 році з піснею Роксани Венгель «Anyone I Want to Be».

## Історія
Польща дебютувала на Дитячому конкурсі Євробачення у 2003 році. За організацію учасників для конкурсу відповідала польська телерадіокомпанія Telewizja Polska (TVP). У першому національному відборі, який відбувся 28 вересня 2003 року, були представлені 13 учасників. Переможницею відбору стала Катажина Журавік з піснею «Coś mnie nosi». Катажина виступила під 7 номером на конкурсі й посіла останнє місце, набравши 3 бали.

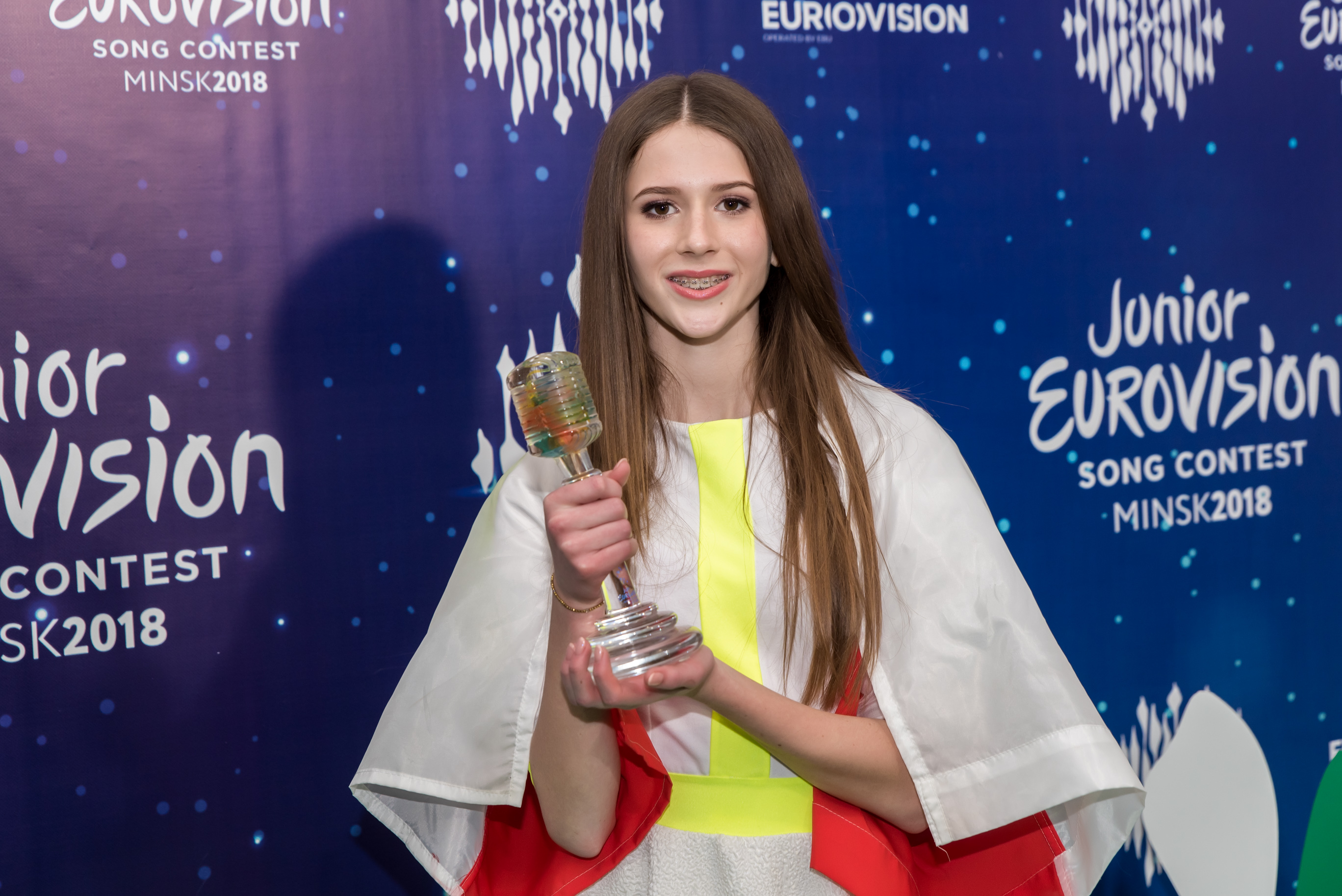
Переможиця конкурсу 2018 року Роксана Венгель

Наступного року країну представляв гурт KWADro з піснею «Łap życie», який також посів останнє місце з 3 балами. Після провалу на конкурсі, Польща не брала участі до 2016 року. Після повернення країну представила Олівія Вечорек з піснею «Nie zapomnij», зайнявши 11-е місце, що автоматично стало кращим результатом Польщі на Дитячому Євробаченні.
Наступного року, в Грузії, від Польщі виступила Алісья Рега з піснею «Moj dom». Вона вперше вивела країну в десятку найкращих (8-е місце) та покращила максимальний результат країни.
Свою першу перемогу Польща здобула у 2018 році. Роксана Венгель здобула перше місце з піснею «Anyone I Want To Be». Після цього країна знову виграє — цього разу Вікі Габор з піснею «Superhero» принесла перемогу. Завдяки цьому Польща стала першою країною, яка за всю історію конкурсу перемогла на Дитячому Євробаченні двічі поспіль.

## Учасники
Умовні позначення
     Перемога
     Друге місце
     Третє місце
     Четверте місце
     П'яте місце
     Останнє місце
     Не брала участі
     Відмова від участі
| Рік       | Місце проведення | Виконавець       | Пісня                  | Переклад                    | Фінал           | Фінал           |
| Рік       | Місце проведення | Виконавець       | Пісня                  | Переклад                    | Місце           | Бали            |
| --------- | ---------------- | ---------------- | ---------------------- | --------------------------- | --------------- | --------------- |
| 2003      | Копенгаген       | Кася Журавік     | «Coś mnie nosi»        | «Щось мене несе»            | 16              | 3               |
| 2004      | Ліллегаммер      | KWADro           | «Łap życie»            | «Лови життя»                | 17              | 3               |
| 2005-2015 | Не брали участі  | Не брали участі  | Не брали участі        | Не брали участі             | Не брали участі | Не брали участі |
| 2016      | Валетта          | Олівія Вечорек   | «Nie zapomnij»         | «Не забувай»                | 11              | 60              |
| 2017      | Тбілісі          | Аліція Рега      | «Mój dom»              | «Мій дім»                   | 8               | 138             |
| 2018      | Мінськ           | Роксана Венгель  | «Anyone I Want To Be»  | «Ким би я не хотіла бути»   | 1               | 215             |
| 2019      | Глівіце          | Вікі Габор       | «Superhero»            | «Супергерой»                | 1               | 278             |
| 2020      | Варшава          | Ала Трач         | «I'll Be Standing»     | «Я стоятиму»                | 9               | 90              |
| 2021      | Париж            | Сара Егву-Джеймс | «Somebody»             | «Хтось»                     | 2               | 218             |
| 2022      | Єреван           | Лаура Бонцкевич  | «To The Moon»          | «На місяць»                 | 10              | 95              |
| 2023      | Ніцца            | Мая Кшижевська   | «I Just Need A Friend» | «Мені просто потрібен друг» | 6               | 124             |
| 2024      | Мадрид           | Домінік Арім     | «All Together»         | «Всі разом»                 | 12              | 61              |
| 2025      | Тбілісі          | Маріанна Клос    |                        |                             |                 |                 |

### Фотогалерея

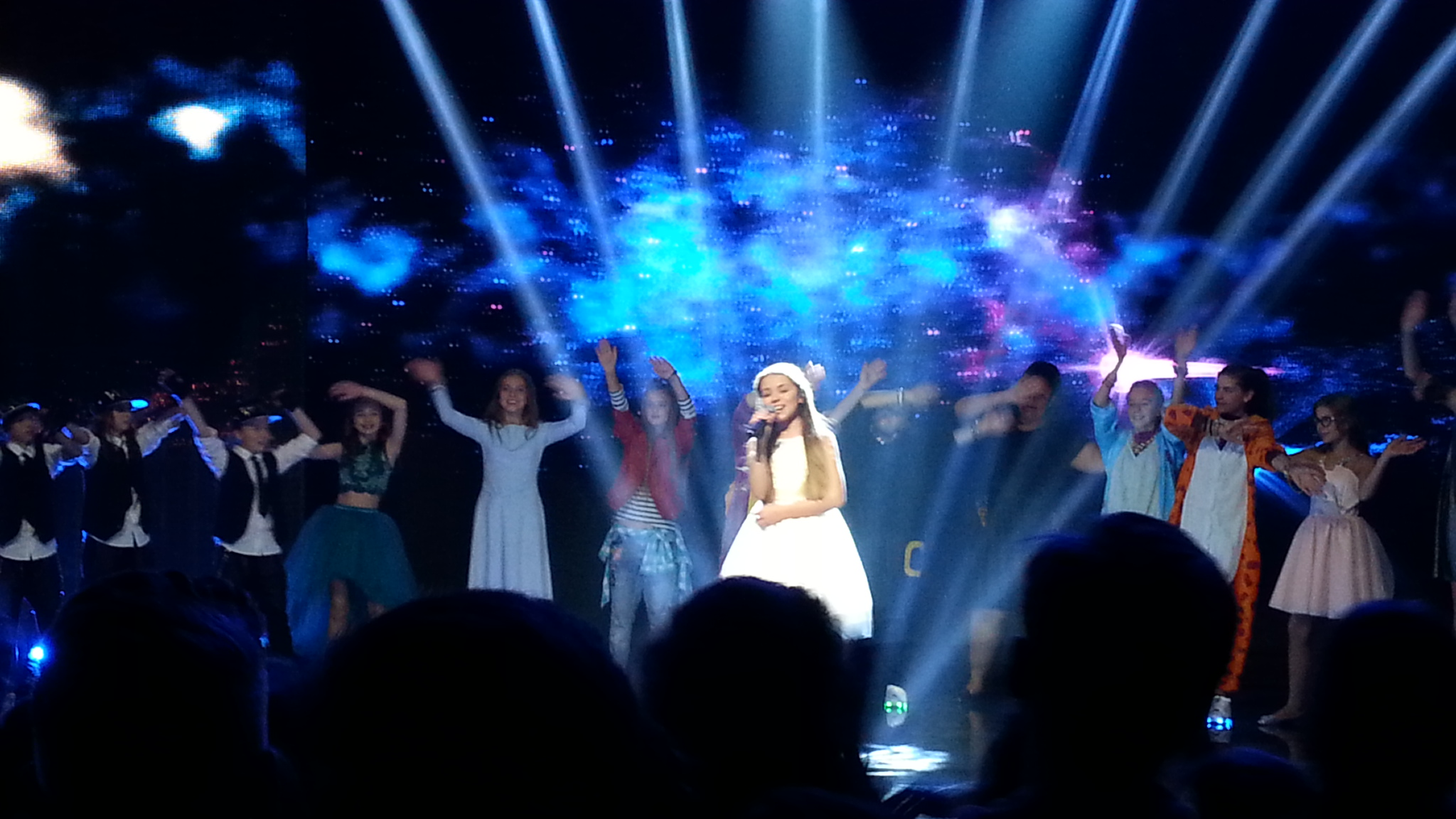
Олівія Вєчорек (2016)
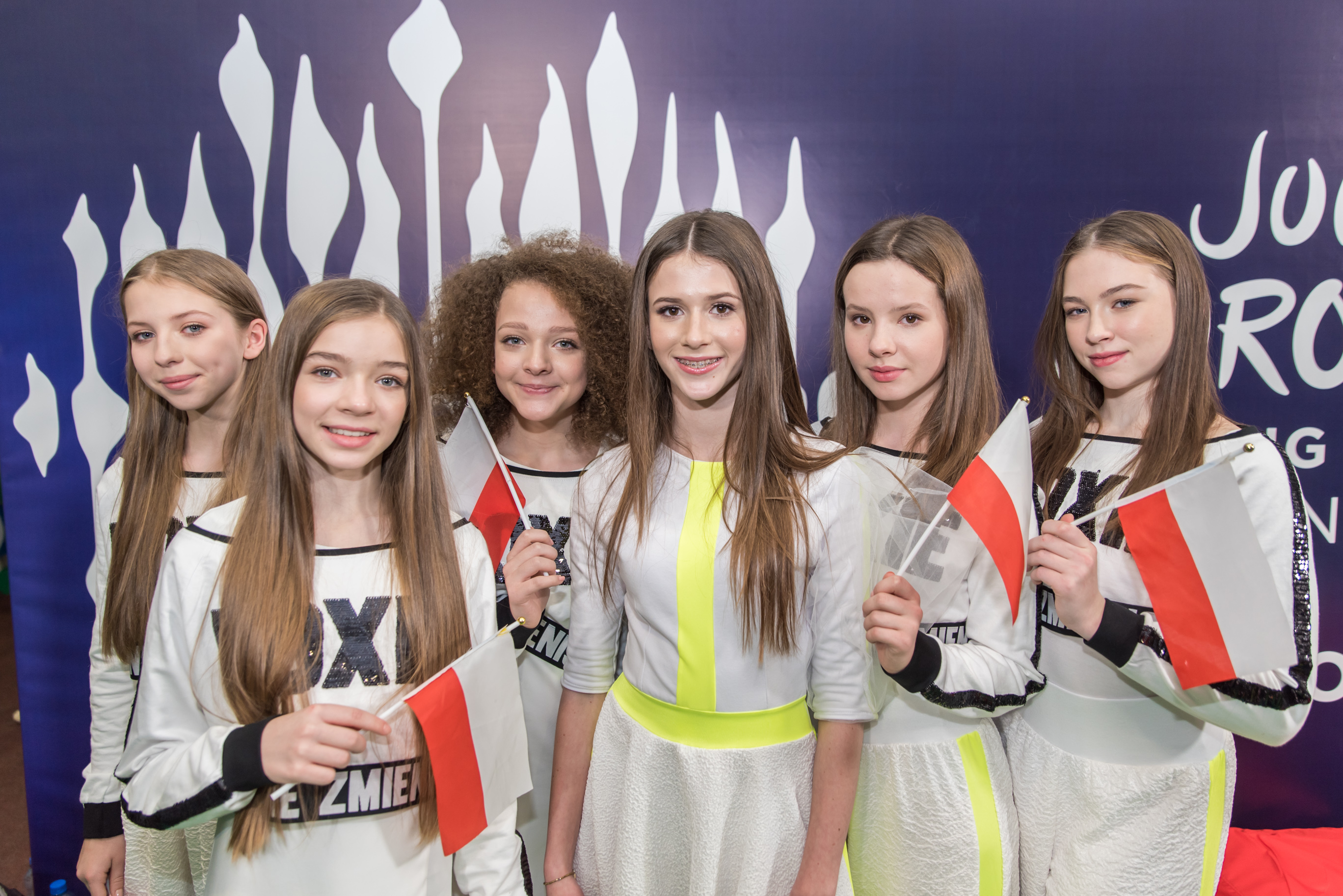
Роксана Венгель (2018)
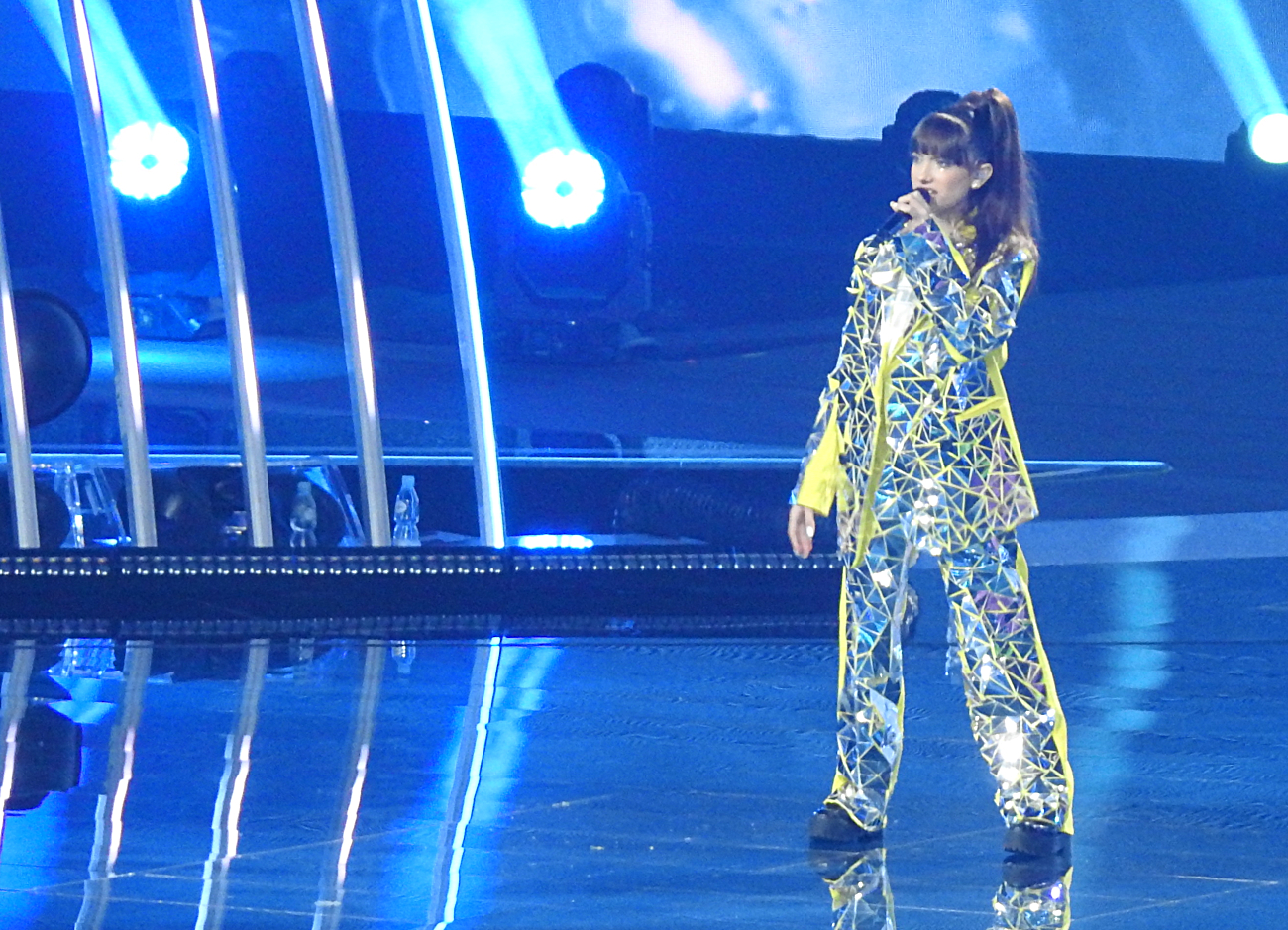
Вікі Габор (2019)

## Як країна-господарка конкурсу
| Рік  | Місто   | Місце проведення | Ведучі                                                    |
| ---- | ------- | ---------------- | --------------------------------------------------------- |
| 2019 | Глівіце | Глівіце-Арена    | Роксана Венгель, Іда Новаковська, Олександр Сікора        |
| 2020 | Варшава | TVP Headquarters | Малгожата Томашевська, Іда Новаковська, Рафал Бжозовський |

## Історія голосування (2003-2024)
| №  | Дано               | Дано | Отримано           | Отримано |
| №  | Країна             | Очок | Країна             | Очок     |
| -- | ------------------ | ---- | ------------------ | -------- |
| 1  | Україна            | 64   | Мальта             | 48       |
| 2  | Грузія             | 54   | Україна            | 44       |
| 3  | Австралія          | 45   | Ірландія           | 44       |
| 4  | Іспанія            | 41   | Нідерланди         | 41       |
| 5  | Вірменія           | 40   | Сербія             | 36       |
| 6  | Білорусь           | 39   | Албанія            | 34       |
| 7  | Північна Македонія | 36   | Португалія         | 34       |
| 8  | Італія             | 36   | Вірменія           | 33       |
| 9  | Франція            | 36   | Білорусь           | 32       |
| 10 | Росія              | 34   | Іспанія            | 32       |
| 11 | Мальта             | 31   | Північна Македонія | 28       |
| 12 | Нідерланди         | 30   | Франція            | 27       |
| 13 | Велика Британія    | 28   | Італія             | 25       |
| 14 | Ірландія           | 25   | Грузія             | 24       |
| 15 | Казахстан          | 22   | Казахстан          | 24       |
| 16 | Албанія            | 20   | Ізраїль            | 20       |
| 17 | Хорватія           | 17   | Німеччина          | 20       |
| 18 | Португалія         | 15   | Росія              | 19       |
| 19 | Данія              | 13   | Австралія          | 16       |
| 20 | Болгарія           | 13   | Уельс              | 12       |
| 21 | Сербія             | 11   | Велика Британія    | 10       |
| 22 | Азербайджан        | 10   | Болгарія           | 8        |
| 23 | Ізраїль            | 9    | Азербайджан        | 3        |
| 24 | Бельгія            | 8    | Естонія            | 2        |
| 25 | Румунія            | 8    | Кіпр               | 1        |
| 26 | Латвія             | 4    | Хорватія           | —        |
| 27 | Німеччина          | 3    | Бельгія            | —        |
| 28 | Кіпр               | 2    | Данія              | —        |
| 29 | Греція             | 1    | Латвія             | —        |
| 30 | Уельс              | —    | Румунія            | —        |
| 31 | Естонія            | —    | Греція             | —        |